# Beyazçay
Beyazçay est une rivière située en turque. C'est un affluent de l'Oronte (Asi Nehri).
Elle est coupée par le barrage de Yarseli. 